# Regele Leu 3: Hakuna Matata
Hakuna Matata (engleză The Lion King 3: Hakuna Matata/The Lion King 1½) este un film de animație american. Este al treilea din seria de filme Regele Leu. Regele Leu 3: Hakuna Matata este produs de Disney Toon Studios, regizat de Bradly Raymond și lansat de Walt Disney Pictures la 10 februarie 2004 în Statele Unite. Prezintă aproape aceeași poveste din primul film, dar spusă din perspectiva lui Timon și Pumbaa.